# Open Diputación Ciudad de Pozoblanco 2010
L'Open Diputación Ciudad de Pozoblanco 2010 è un torneo professionistico di tennis maschile giocato sul cemento, che faceva parte dell'ATP Challenger Tour 2010. Si è giocato a Pozoblanco in Spagna dal 5 all'11 luglio 2010.

## Partecipanti

### Teste di serie
| Nazionalità | Giocatore             | Ranking* | Testa di serie |
| ----------- | --------------------- | -------- | -------------- |
| Germania    | Rainer Schüttler      | 85       | 1              |
| Spagna      | Marcel Granollers     | 87       | 2              |
| Spagna      | Rubén Ramírez Hidalgo | 107      | 3              |
| Svizzera    | Stéphane Bohli        | 135      | 4              |
| Francia     | David Guez            | 136      | 5              |
| Rep. Ceca   | Jan Hernych           | 141      | 6              |
| Francia     | Josselin Ouanna       | 145      | 7              |
| Belgio      | Niels Desein          | 183      | 8              |

- Ranking al 21 giugno 2010.

### Altri partecipanti
Giocatori che hanno ricevuto una wild card:
- Agustín Boje-Ordóñez
- Pablo Carreño Busta
- Gerard Granollers Pujol
- Juan José Leal-Gómez

Giocatori passati dalle qualificazioni:
- George Bastl
- David Cañudas-Fernández
- Marc Fornell-Mestres (Lucky Loser)
- Pablo Martín-Adalia
- Nikolaus Moser

## Campioni

### Singolare
Rubén Ramírez Hidalgo ha battuto in finale  Roberto Bautista Agut con il punteggio di 7–6(6), 6–4

### Doppio
Marcel Granollers /  Gerard Granollers Pujol hanno battuto in finale  Brian Battistone /  Filip Prpic con il punteggio di 6–4, 4–6 [10–4]